# AI-complete
Терминът AI-complete се използва като общо наименование за най-сложните задачи в областта на Изкуствения интелект. За решаването на такава задача е необходимо да се създаде цялостен изкуствен интелект, подобен на човешкия. Сред задачите от този клас са:
- Компютърно зрение и разпознаване на обекти
- Разбиране на естествени езици
- Машинен превод
- Планиране и навигация при наличие на непредвидими обстоятелства